# Nachaba aromalis
Nachaba aromalis är en fjärilsart som beskrevs av William Schaus 1904. Nachaba aromalis ingår i släktet Nachaba och familjen mott. Inga underarter finns listade i Catalogue of Life.